# Toni-Ann Singh
Toni-Ann Singh (Saint Thomas, 1996) é uma cantora, psicóloga e rainha da beleza da Jamaica que venceu o Miss Mundo 2019.
Ela foi a quarta jamaicana a vencer este concurso.

## Biografia
Toni-Ann nasceu em Morant Bay, mas cresceu em Bath, em Saint Thomas, na Jamaica. Migrou para os Estados Unidos aos 9 anos, onde sempre viveu na Flórida. Estuda Música, inclusive Ópera, desde criança e é formada pela Florida State University em Psicologia e Estudos Sobre Mulheres.
Antes de viajar para Londres para participar do Miss Mundo, ela disse que na TV, entre outras atrações, assiste Game of Thrones. Ela também revelou que adora a vida em família e que é fã de abacate, sorvete e chocolate. "Adoro comer", disse ao Jamaica Gleaner.
Fala inglês e crioulo jamaicano. 

## Participação em concursos de beleza

### Associação Flórida Caribenha
O primeiro concurso de Toni-Ann foi no Florida Caribbean Association, onde ela conheceu a Miss Jamaica Mundo 2005, Terri-Karelle Reid, que a incentivou a participar do Miss Jamaica Mundo.

### Miss Jamaica Mundo
Toni-Ann venceu o Miss Jamaica Mundo (Miss Jamaica World - MJW) em setembro de 2019. Neste concurso ela também levou os prêmios de Melhor Talento, Mais Fotogênica e Miss Personalidade.

### Miss Mundo
No dia 14 de dezembro de 2019, aos 23 anos de idade, no ExCeL Convention Centre de Londres, Toni-Ann derrotou outras 110 concorrentes e levou a coroa de Miss Mundo 2019.
Durante a final do evento, ela que havia vencido a prova preliminar de Talento, cantou a canção I Have Nothing, de Whitney Houston.
Horas depois de vencer, Toni-Ann fez um post em suas redes sociais, onde dizia: “Para aquela pequena menina em St. Thomas, Jamaica, e para todas as meninas ao redor do mundo, por favor, acredite em você mesma. Por favor, saiba que você é merecedora e capaz de alcançar seus sonhos. Esta coroa não é minha, mas sua. Você tem um propósito.”

#### Reinado
Dias depois, ao voltar para a Jamaica, Toni-Ann foi recebida por autoridades, entre elas as ministras da Cultura e a das Relações Exteriores do país, além dos prefeitos de Kingston e de Morant Bay. Como honra, o governo lhe concedeu um Passaporte Diplomático e ela foi apontada Embaixadora "At-Large' da Jamaica, tendo o anúncio sido feito pelo primeiro-ministro Andrew Holnes. Seu nome também foi dado a uma rua e uma creche e foi anunciado que ela havia gravado a canção de Whitney para a caridade.
Ela também foi nomeada, em final de dezembro, a "Personalidade do Ano" pela revista Loop.

## Curiosidade
Ela é a quarta mulher de seu país a vencer o Miss Mundo, tendo sido precedida por Carole Joan Crawford em 1963, Cindy Breakspeare em 1976 e Lisa Hanna em 1993.